# پاشا پارفنی
پاشا پارفنی (به انگلیسی: Pasha Parfeny) (زاده ۳۰ می ۱۹۸۶) خواننده اهل مولداوی است.
او قبلاً عضو گروه سان استورک پروجکت بود.
او در مسابقه آواز یوروویژن ۲۰۱۲ نماینده مولداوی بود.همچنین او در مسابقه آواز یوروویژن ۲۰۲۳ هم نماینده مولداوی بود.